# マリアーナ・エンリケス
マリアーナ・エンリケス（Mariana Enríquez、1973年12月8日、ブエノスアイレス生まれ）は、 アルゼンチンの小説家、ジャーナリスト、教師であり、ヌエバ・ナラティーバ・アルヘンティーナ（新しいアルゼンチンの物語と呼ばれる作家グループの一人。
作品はホラー小説に分類され、Granta、Electric Literature、Asymptote、McSweeney's、Virginia Quarterly Review および 「ザ・ニューヨーカー」などの国際的な雑誌に掲載された。もっともよく知られた作品は『わたしたちが火の中で失くしたもの』（2016年）であり、本作で最もコンテンポラリーなアルゼンチンのホラー作家としての地位を確固たるものにし、小説 Nuestra parte de noche（2019年）でヘラルデ小説賞を受賞した。

## 略歴

### 生い立ち
マリアーナ・エンリケスは1973年にブエノスアイレスで生まれたが、育ったのは大ブエノスアイレス都市圏南部のパルティード・デ・ラヌースに属する町バレンティン・アルシナだった。コリエンテス州出身の祖母の物語や迷信に囲まれて成長した。15年後、家族とともにラ・プラタに移り、文学とパンク・ロックに出会い、ジャーナリズムを学び、ロック (音楽)を専門にすることを決意した。ジャーナリズムと社会コミュニケーションを学んでラ・プラタ国立大学を卒業した。

### 文学的な足取り
エンリケスはスティーヴン・キングやH.P.ラヴクラフトと言った作家によるアメリカのホラーの古典を読んで著作を始めた。19歳の時に思春期の不安、アルコール、ドラッグ、ロックなど、当時の若者を悩ませていたさまざまな問題を描いた初めての長編小説、Bajar es lo peor（下りるのは最悪）を著した。姉妹や友人の手助けで、手書き原稿はエディトリアル・プラネタの編集者フアン・フォルンの手に渡り、フォルンはこの小説の出版を決断した。好意的な書評は得られなかったにも拘わらず、同書はベストセラーとなり、時とともにカルト的な人気を誇り、若くキャリアも無いにないにもかかわらず、エンリケスにアルゼンチン文学界での地位を与えた。2002年にレイラ・グリュンベルクが監督した小説をもとにした同名の映画が公開された。
第1作の成功のあと、エンリケスはジャーナリストとしての仕事を始め、はじめはフリーランスで、その後、アルゼンチンの新聞「パヒナ/12」で働き、最終的に文化系付録 Radar の副編集長となった。2004年にブエノスアイレスの下層階級地域に住み、父親から受けた性的虐待の記憶と、90年代の経済危機による社会崩壊の産物と向き合わざるを得ない少年マティアスを描いた第2長編小説 Cómo desaparecer completamente（完全に消える方法）を出版した。

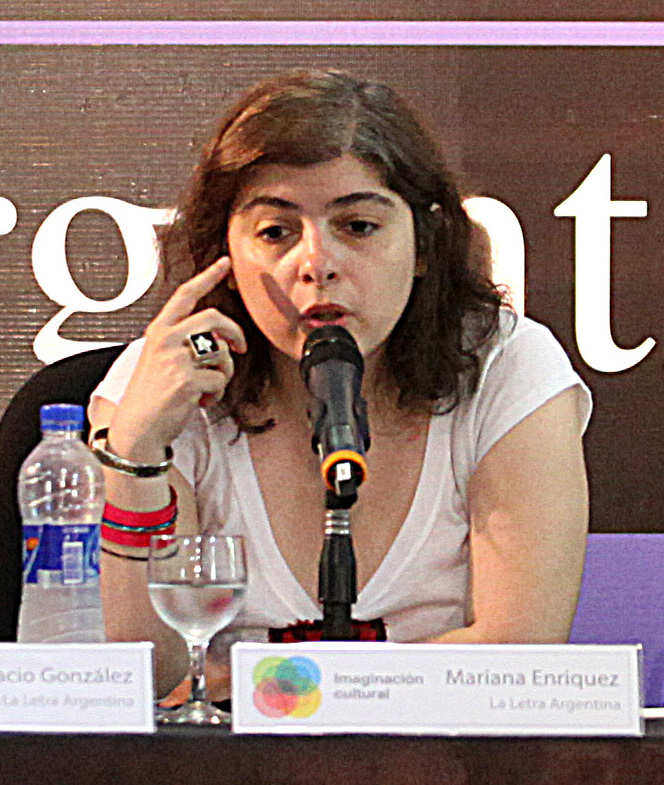
2014年の作家の集会 «La letra argentina» 2日目のエンリケス

2005年、アンソロジー La Joven guardia（若い警備員）にエンリケスの、儀式を行う民間療法士少女と家族を描いた «El aljibe»（水槽）が収録された。翌年、エンリケスの作品 «Ni cumpleaños ni bautismos»（誕生日も洗礼もない）がアンソロジー Una terraza propia: Nuevas narradoras argentinas（自分だけのテラス: 新しいアルゼンチン人の語り部）に収録された。両方の短篇は、ホラージャンルを探求するほかの何作かとともに、2009年に出版されたエンリケスの最初の短編集『寝煙草の危険』に収録された。この短編集には «El desentierro de la angelita»（小さな天使の発掘）や «Chicos que vuelven»（帰ってきた少年たち）などの、生者の世界における死の持続や、未解決のトラウマが交差する物語が書かれている。2016年に第2短編集『わたしたちが火の中で失くしたもの』が出版されてベストセラーとなり、12か国語以上に翻訳された。本書は2018年のバルセロナ市賞をスペイン語部門で受賞した。
エンリケスは2019年に、同年に出版した Nuestra parte de noche（私たちの夜の部分）でエディトリアル・アナグラマによるエラルド小説賞を受賞した。本作のタイトルは詩人エミリー・ディキンソンのいくつかの詩から取られており、永遠の命を求める秘密結社に霊媒師として招聘された父と息子の物語であるが、これはアルゼンチン最後の裁政権の時代を文脈として説明している。この小説の中で、エンリケスは異教の聖人、H.P.ラヴクラフトの世界への言及、エミリー・ブロンテおよびエルネスト・サバト、吸血鬼、男性同士のセックス、ボードレールの暗い美しさ、ランボーの傷ついた美しさ、幻想文学とホラー文学、アンダーグラウンド、悪魔人間その他の文学的テーマなどの、これまでの作品全体を通して追求してきたすべての関心事を取り入れている。さらに、エンリケス自身も自分がアルゼンチンの散文作家ロベルト・アルルト、ホルヘ・ルイス・ボルヘス、シルビナ・オカンポおよびマヌエル・プイグ （エンリケスはそのゲイの美学を強調している）、アメリカのスティーヴン・キング、ウィリアム・フォークナーおよびトニ・モリソン、イギリスのT・S・エリオット、M・ジョン・ハリスン、ブルース・チャトウィン、アラン・ムーアおよびニール・ゲイマン（最後の二人はコミックジャンルで豊富な経験を持つ）、ウルグアイのフアン・カルロス・オネッティ、アイルランドのジェイムズ・ジョイスおよびチリのロベルト・ボラーニョからの文学的影響を認めている。
2020年に、2019年コロナウイルス感染症流行による外出制限・封鎖の最中に、エンリケスはキルヒナー文化センターの公式ウェブサイトに Diarios de la cuarentena（隔離日記）形式で一連のエントリーを書いた。同年から2022年8月までの1年間、エンリケスは全アルゼンチン芸術基金のレター部長を務めた。

## ビブリオグラフィー

### 長編小説
- 1995年：Bajar es lo peor（下りるのは最悪）
- 2004年：Cómo desaparecer completamente（完全に消える方法）
- 2017年：Este es el mar（ここは海）
- 2019年：Nuestra parte de noche（私たちの夜の部分）

### 短編集
- 2009年：Los peligros de fumar en la cama
  - 『寝煙草の危険』 宮崎真紀訳、国書刊行会、2023年
- 2010年：Chicos que vuelven（帰ってきた少年たち）
- 2013年：Cuando hablábamos con los muertos（死者と話したとき）
- 2016年：Las cosas que perdimos en el fuego
  - 『わたしたちが火の中で失くしたもの』 安藤哲行訳、河出書房新社、2018年
- 2019年：Ese verano a oscuras（あの夏、闇の中）

### その他
- 2003年：Mitología celta（ケルト神話）
- 2007年：Mitología egipcia（エジプト神話）
- 2013年：Alguien camina sobre tu tumba. Mis viajes a cementerios（誰かがあなたの墓の上を歩きます、私の墓への旅行）
- 2014年：La hermana menor. Un retrato de Silvina Ocampo（妹。シルビナ・オカンポ（スペイン語版）の肖像）
- 2020年：El otro lado. Retratos, fetichismos, confesiones（向こう側、ポートレート、フェティシズム、告白）[35]
- 2021年：El año de la rata（鼠の年）[36]

## 受賞
- 2017年：バルセロナ市賞（スペイン語版）スペイン語部門、『わたしたちが火の中で失くしたもの』に対して
- 2019年：ヘラルデ小説賞（スペイン語版）、Nuestra parte de la noche に対して[37]
- 2019年：ケルビン505賞スペイン語オリジナル長編小説部門[38]
- 2019年：セルシウス賞（スペイン語版）スペイン語によるサイエンス・フィクション、ホラー、ファンタジー長編部門、Nuestra parte de la noche に対して[39]
- 2019年：Premio de la Crítica en Narrativa、Nuestra parte de nocheに対して[40]

2022年：Grand Prix de l'Imaginarie for "Best Foreign Novel" for Our Night Part. 42
- 2022年：Grand Prix de l'Imaginarie海外長編小説部門、Nuestra parte de nocheに対して[41]